# Barbara Modelska
Barbara Modelska (właściwie Barbara Wanda Modelska-Tabjan; ur. 4 grudnia 1935  we Lwowie, zm. 17 kwietnia 2014 w Warszawie) – polska aktorka filmowa oraz operetkowa.

## Życiorys
Barbara Modelska była córką Mariana (herbu Brodzic) i Erny z domu Naglau. Państwo Modelscy żyli w Warszawie, gdzie spędzili okupację. Po wojnie wyjechali do Wrocławia, gdzie jej ojciec objął stanowisko inspektora Kopalń Zjednoczenia Przemysłu Węgla Brunatnego. 
W 1953 zdała egzamin maturalny i mając dziewiętnaście lat została żoną chemika Alfreda Igora Tołłoczki oraz matką syna Krzysztofa. Parę lat później zadebiutowała rolą Faustyny w filmie reżysera Stanisława Lenartowicza pt. Spotkania, którą uważała za najważniejszą w swojej karierze. Jako aktorka występowała pod nazwiskiem panieńskim. W 1958 wystąpiła w dwóch operetkach wystawionych w teatrze operetkowym w Szczecinie.
W 1959 poślubiła inżyniera górnika Józefa Adama Wintera i wyjechała z nim do Konina. Małżeństwo to przetrwało do grudnia 1960. Po wyjeździe do Warszawy w 1963 została żoną Krzysztofa Teodora Toeplitza, z którym miała córkę Faustynę, przyszłą dziennikarkę radiową. To małżeństwo przetrwało z kolei trzy lata. 
W latach 1957–1970 wystąpiła łącznie w dziesięciu filmach fabularnych, a także w 1973, w przedstawieniu telewizyjnym Maskarada według Michaiła Lermontowa w reżyserii Konstantego Ciciszwilego.
W 1981 wyszła po raz kolejny za mąż za chirurga-ortopedę dr. Włodzimierza Tabjana, ordynatora oddziału dziecięcego szpitala w Chylicach pod Warszawą i Kawalera Orderu Uśmiechu, z którym przeżyła prawie 30 lat. 
Zmarła na chorobę nowotworową. Została pochowana na cmentarzu ewangelicko-augsburskim przy ulicy Młynarskiej w Warszawie (Sektor Al56, rząd 1, nr grobu 30).

## Filmografia

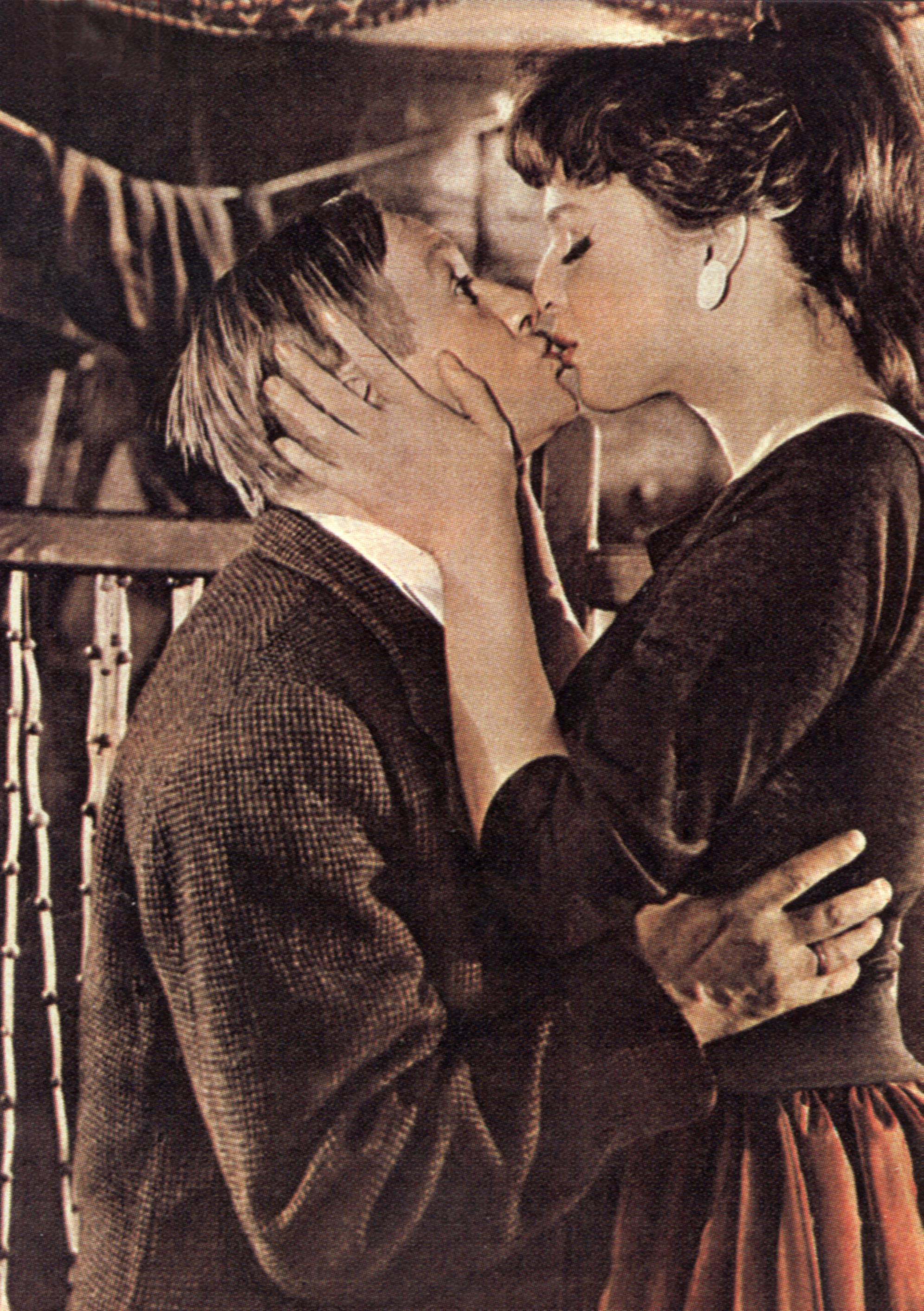
Barbara Modelska z Tadeuszem Fijewskim w filmie Kapelusz pana Anatola

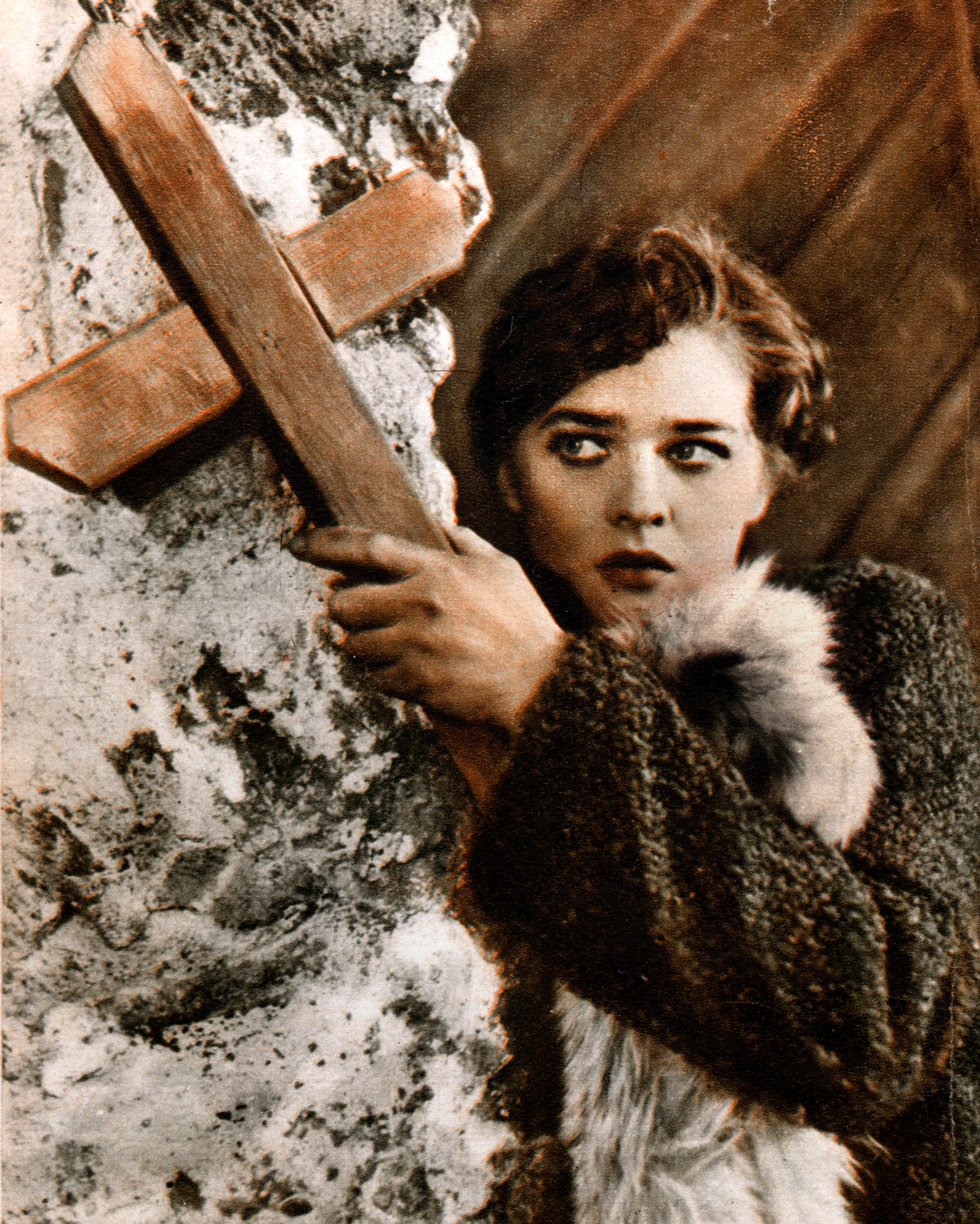
Barbara Modelska w filmie Pigułki dla Aurelii

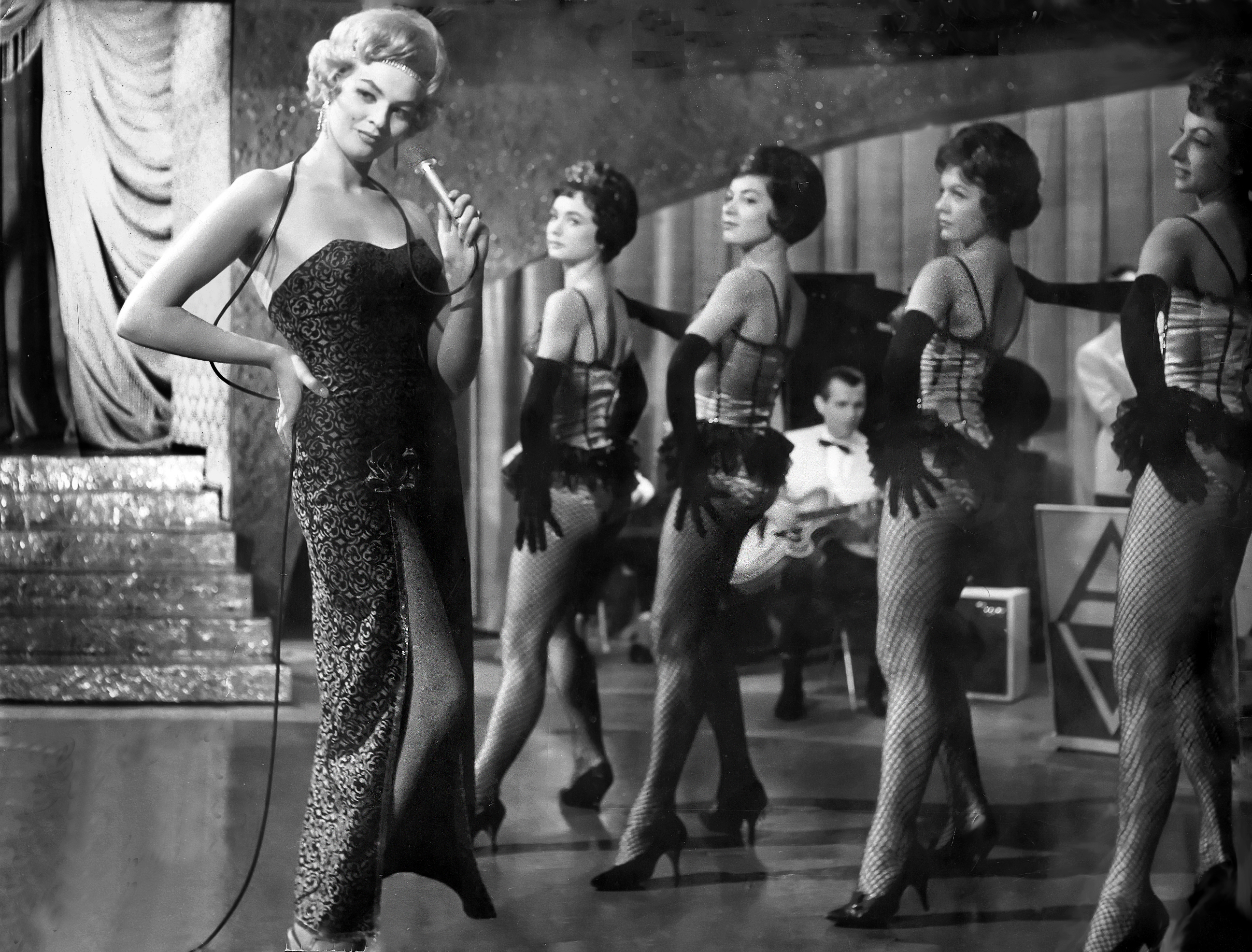
Barbara Modelska jako piosenkarka w filmie Gangsterzy i filantropi

| Filmy fabularne |                         |                                                     |                                         |
| Rok             | Tytuł                   | Reżyseria                                           | Rola                                    |
| 1957            | Spotkania               | Stanisław Lenartowicz                               | Faustyna                                |
| 1957            | Kapelusz pana Anatola   | Jan Rybkowski                                       | Kicia                                   |
| 1958            | Pigułki dla Aurelii     | Stanisław Lenartowicz                               | Lili                                    |
| 1958            | Ósmy dzień tygodnia     | Aleksander Ford                                     | dziewczyna podobna do Agnieszki         |
| 1958            | Dezerter                | Witold Lesiewicz                                    | barmanka                                |
| 1962            | Głos z tamtego świata   | Stanisław Różewicz                                  | Jola kochanka Aksamitowskiego           |
| 1962            | Gangsterzy i filantropi | Jerzy Hoffman, Edward Skórzewski                    | dziewczyna podglądana przez Kowalskiego |
| 1963            | Yokmok                  | Stanisław Możdżeński                                | kelnerka                                |
| 1968            | Człowiek z M-3          | Leon Jeannot                                        | farmaceutka Kasia                       |
| 1970            | Kto wierzy w bociany?   | Jerzy Stefan Stawiński, Helena Amiradżibi-Stawińska | wczasowiczka Jola                       |

## Teatr
| Role teatralne           |                   |                                   |                      |              |                      |
| Rok                      | Sztuka            | Autor                             | Reżyser              | Rola         | Teatr                |
| 1958                     | Zemsta nietoperza | Johann Strauss                    | Edmund Wayda         | Ida          | Operetka Szczecińska |
| 1958                     | Wyspa Hibiskusów  | Edmund Borowski, Michał Dąbrowski | Aleksander Fogiel    | Betty Lawson | Operetka Szczecińska |
| Role w Teatrze Telewizji |                   |                                   |                      |              |                      |
| 1973                     | Maskarada         | Michaił Lermontow                 | Konstanty Ciciszwili |              |                      |